# Börje Wrangmark
Sven Börje Wrangmark, född 20 juli 1921 i Höja socken i Skåne, död 31 mars 2008 i Ängelholm, var en svensk Pol. mag. och målare.  
Efter studentexamen i Kristianstad 1940 bedrev Wrangmark akademiska studier 1941–1946. Inom konsten utbildade han sig under längre resor till Medelhavsländerna och uppehåll i Frankrike från 1949. Han medverkade i Artistique Françaises Parisutställning 1959 och en utställning på Svenska klubben i Paris 1959 samt samlingsutställningar i Sverige. 